# Alfons Müller-Marzohl

Alfons Müller-Marzohl (1971)

Alfons Müller-Marzohl (* 5. Oktober 1923 in Flüelen; † 11. März 1997 in Luzern) war ein Schweizer Lehrer, Kulturredaktor, Fachmann für Erwachsenenbildung und Wissenschaftspolitiker (CSP und CVP).

## Leben
Müller-Marzohl war katholisch und stammte aus Näfels und Luzern. Er war Sohn von Josef Müller (1894–1969) und heiratete Elsbet Marzohl, Tochter von Andreas Marzohl.
Er studierte Germanistik, Geschichte und Pädagogik in Freiburg und Zürich und wurde zum Dr. phil. promoviert.
Von 1945 bis 1953 hatte er verschiedene Lehrerstellen, daneben war er ab 1951 Berichterstatter für Die Ostschweiz. Von 1954 bis 1965 war er Lehrer an der Kantonsschule Luzern und von 1965 bis 1969 Kulturredaktor beim Vaterland. Von 1969 bis 1980 war er Leiter der Arbeitsstelle für Bildungsfragen der Schweizer Katholiken und von 1980 bis 1987 Direktionsmitglied des Instituts für Programmierten Unterricht.
Von 1960 bis 1970 war Müller-Marzohl Präsident der CSP des Kantons Luzern, 1970 Mitgründer der CVP und von 1972 bis 1981 Vorstandsmitglied der CVP Schweiz. Von 1959 bis 1964 war er Grossstadtrat von Luzern und von 1963 bis 1983 Nationalrat (unter anderem 1976 Präsident der Arbeitsgruppe Jeanmaire). Von 1975 bis 1988 war er im Schweizerischen Wissenschaftsrat und von 1977 bis 1989 als Vertreter des Bundes in der Schweizerische Gesellschaft für Geisteswissenschaften. Die Neubeurteilung des Spionagefalls Jeanmaire war ihm ein dauerndes Anliegen (Petition 1990). Er war Vorstandsmitglied verschiedener Organisationen aus dem Bereich der Wissenschafts-, Bildungs- und Jugendpolitik.
National- und Ständerats-Materialien sowie Biografisches von bzw. über Alfons Müller-Marzohl befinden sich im Staatsarchiv Luzern.